# Dyschoriste pringlei
Dyschoriste pringlei är en akantusväxtart som beskrevs av Jesse More Greenman. Dyschoriste pringlei ingår i släktet Dyschoriste och familjen akantusväxter. Inga underarter finns listade i Catalogue of Life.